# Quỹ đạo tên lửa
Quỹ đạo tên lửa là đường cong chuyển động của trọng tâm tên lửa trong không gian sau khi rời thiết bị phóng đến điểm gặp mục tiêu (điểm nổ). Quỹ đạo tên lửa thường có dạng một đường cong không gian phức tạp và phụ thuộc vào nhiều yếu tố. Có Quỹ đạo tên lửa tính toán và Quỹ đạo tên lửa thực tế. Quỹ đạo tên lửa gồm: đoạn chủ động (khi động cơ đang hoạt động) và đoạn thụ động (khi động cơ đã kết thúc hoạt động). Quỹ đạo tên lửa được xác định bởi kiểu loại tên lửa, phương pháp dẫn tên lửa và đặc tính của mục tiêu cũng như kiểu loại động cơ tên lửa và một số yếu tố khác.

## Phân loại
- Quỹ đạo tên lửa đường đạn
- Quỹ đạo tên lửa hành trình

## Đặc điểm

### Quỹ đạo tên lửa đường đạn
Quỹ đạo tên lửa đường đạn là quỹ đạo bay của tên lửa được phóng ra dưới một góc nào đó đối với đường chân trời, chuyển động dưới tác động của sức hút trọng trường và sức cản không khí. Quỹ đạo tên lửa đường đạn có hệ thống điều khiển quán tính gồm: đoạn bay tích cực (động cơ còn hoạt động) và đoạn bay theo quán tính (sau khi động cơ ngừng hoạt động) thường chiếm trên 90% quỹ đạo bay. Trong trường hợp tên lửa có đầu đạn tự dẫn thì việc mở động cơ được thực hiện vào cuối đoạn bay thụ động nhằm mục đích hiệu chỉnh quỹ đạo bay và nâng cao độ chính xác trúng mục tiêu. 
Quỹ đạo tên lửa đường đạn có phần lớn quỹ đạo sau khi phóng tuân thủ theo các quy luật của đường đạn học. Để đi được xa, tên lửa thường được phóng lên độ cao cần thiết, quỹ đạo vượt ra khỏi tầng khí quyển của Trái Đất và thâm nhập khoảng không vũ trụ. Điểm đặc trưng của tên lửa đường đạn là phóng theo phương thẳng đứng. Trong số các tên lửa đường đạn có tên lửa vũ trụ có vận tốc lớn nhất và đạt được vận tốc vũ trụ cấp 1, quỹ đạo của nó trở thành quỹ đạo của vệ tinh nhân tạo bay xung quanh Trái Đất theo các đường elip, với độ cao giảm rất chậm sau mỗi vòng quay. Tên lửa đường đạn không đạt được vận tốc vũ trụ cấp 1 thì chuyển động ở quỹ đạo thấp, không có khả năng quay xung quanh Trái Đất.
Quỹ đạo tên lửa đường đạn được đặc trưng bởi 3 giai đoạn: giai đoạn phóng, giai đoạn giữa, giai đoạn tiến công xuống mục tiêu. 
- Giai đoạn phóng (giai đoạn tăng tốc): tên lửa được phóng theo chiều thẳng đứng vượt qua tầng khí quyển (kéo dài 3-4 phút), sau đó đi vào khoảng không vũ trụ; ở 1-2 tầng phóng thì tiêu hao hầu hết nhiên liệu động cơ tên lửa (tầm cao cuối giai đoạn 150-400 km, tốc độ 7 km/s).
- Giai đoạn giữa: khi đã ở trên khoảng không vũ trụ, tên lửa dần dần xoay hướng để chuyển động ngang, tên lửa bay theo quỹ đạo là một phần elip (giai đoạn này kéo dài 15-25 phút). Sau khi đạt độ cao tối đa các đầu đạn sẽ được phóng ra, phần còn lại của tên lửa hết tác dụng. Sau đó, đầu đạn mất dần độ cao và bắt đầu thâm nhập tầng khí quyển đậm đặc.
- Giai đoạn tiến công xuống mục tiêu: bắt đầu từ độ cao 100 km đầu đạn đi vào khu vực mục tiêu và lao xuống theo chiều thẳng đứng (khoảng 2 phút) và kết thúc với tốc độ khoảng 1-4 km/s. Quỹ đạo tên lửa như trên cho phép tên lửa đường đạn tiếp cận được mục tiêu ở cự li xa.

### Quỹ đạo tên lửa hành trình
Quỹ đạo tên lửa hành trình là dạng kết hợp của Quỹ đạo tên lửaL đường đạn với đoạn bay theo chương trình ở nhánh xuống nhờ sử dụng lực nâng của các mặt khí động để tăng tầm bay (Ví dụ: tên lửa hạm đối hạm, đất đối hạm, không đối hạm).